# بوکارنئا
بوکارنئا (نام علمی: Beaucarnea) نام یک سرده از زیرخانواده کوله‌خاسیان است.